# Nīm Chāh
Nīm Chāh (persiska: نيم چاه) är en ort i Iran.   Den ligger i provinsen Mazandaran, i den norra delen av landet, 200 km nordost om huvudstaden Teheran. Nīm Chāh ligger 29 meter över havet och antalet invånare är 424.
Terrängen runt Nīm Chāh är platt åt nordväst, men åt sydost är den kuperad. Runt Nīm Chāh är det ganska tätbefolkat, med 72 invånare per kvadratkilometer. Närmaste större samhälle är Nekā, 2,6 km söder om Nīm Chāh. Trakten runt Nīm Chāh består till största delen av jordbruksmark.